# Сефідруд (село)
Сефідруд (перс. سفيدرود) — село в Ірані, у дегестані Калаштар, в Центральному бахші, шагрестані Рудбар остану Ґілян. За даними перепису 2006 року, його населення становило 644 особи, що проживали у складі 169 сімей.